# Sigalion capensis
Sigalion capensis är en ringmaskart som beskrevs av Francis Day 1960. Sigalion capensis ingår i släktet Sigalion och familjen Sigalionidae. Inga underarter finns listade i Catalogue of Life.